# 胸斧魚科
胸斧魚科為輻鰭魚綱脂鯉目脂鯉亞目的其一科。

## 分類
胸斧脂鯉科下分3個屬，如下：

### 飛脂鯉屬（Carnegiella）
- 黑翼飛脂鯉（Carnegiella marthae）
- 邁氏飛脂鯉（Carnegiella myersi）
- 謝氏飛脂鯉（Carnegiella schereri）
- 飛脂鯉（Carnegiella strigata）

### 胸斧魚(胸斧脂鯉)屬（Gasteropelecus）
- 銀胸斧魚（Gasteropelecus levis）
- 點胸斧魚（Gasteropelecus maculatus）
- 胸斧魚（Gasteropelecus sternicla）

### 大胸斧魚(大胸斧脂鯉)屬（Thoracocharax）
- 大胸斧魚（Thoracocharax securis）
- 星大胸斧魚（Thoracocharax stellatus）